# Ocotea albescens
Ocotea albescens är en lagerväxtart som beskrevs av I. de Vattimo-gil. Ocotea albescens ingår i släktet Ocotea och familjen lagerväxter. Inga underarter finns listade i Catalogue of Life.